# Gerard Honig
Gerardus Johannes Maria (Gerard) Honig (Rotterdam, 28 juli 1918 – provincie Utrecht, 13 maart 1995) was een Nederlands tenor.
Hij was zoon van goudsmid annex diamantzetter Coenraad Hendrik Honig en Catharina Maria Liduina Feelders. Vader was voorzitter van het Rotte's Mannenkoor. Hijzelf was getrouwd met Carly Lemmens. Hij ligt begraven op Begraafplaats Sint Theresia te Maarn. Zijn zerk vermeldde Cantor-Dei.
Hij kreeg zijn zangopleiding van Louis van Tulder. Hij zong als concert- en oratoriumzanger in binnen- en buitenland. Zijn bekendheid dankt hij voornamelijk aan zijn rol van evangelist in de passies van Johann Sebastian Bach, al zong hij ook modernere werken zoals van Arthur Honegger (Le Roi David, samen met onder andere alt Aafje Heynis in 1955) en Gabriel Pierné (L'an mille).